# Västanvik, Norrtälje kommun
Västanvik är en bebyggelse i Rådmansö socken i Norrtälje kommun, Stockholms län. SCB har för bebyggelsen i södra delen avgränsat en småort och namnsatt denna till Västanvik (södra delen). 